# Kaitī Garbī
Kaitī Garbī (IPA: [ˈketi ɡarˈbi]; in greco: Καίτη Γαρμπή), all'anagrafe Katerina Garbī (IPA: [kateˈrina ɡarˈbi]) (in greco: Κατερίνα Γαρμπή; Egaleo, 8 giugno 1961) è una cantante pop e dance greca.
Ha rappresentato la Grecia all'Eurovision Song Contest 1993 con il brano Ellada, chōra tou fōtos.

## Biografia
Nata in un paese nella periferia di Atene, inizia la carriera musicale a soli 15 anni con la sorella cantando nel gruppo Garbī Sisters. Nel 1997 si è sposata con Dionisis Schinas, anch'egli artista pop greco.
Partecipa all'Eurovision Song Contest 1993 piazzandosi al nono posto. In questi anni è protagonista della scena musicale nazionale con diverse hit. Negli anni '90 ha spesso collaborato con Phoebus. Nel 1994 arriva il suo primo disco di platino. Con il doppio album To kati (2000) ottiene il maggior successo commerciale.
Diventa così una delle artiste più famose e acclamate degli anni '90 e 2000 in Grecia.
Xristos Dantis scrive per lei l'album Eho sta matia ourano. Nel 2005 ottiene così un ulteriore successo. Nel corso della sua carriera ha collaborato con Anna Vissi. Nel 2007 pubblica un album live che ripercorre i diciotto anni di carriera solista. L'anno seguente esce il suo successivo lavoro in studio Kainurgia ego, che segna il cambio di etichetta ovvero il passaggio alla nuova etichetta fondata da Giorgos Alkaios. Nel 2013, l'autore e produttore e discografico Alberto Zeppieri le veste perfettamente su misura nella nostra lingua una decina dei successi più importanti della sua carriera. All'invito di Zeppieri di volare in Italia per venirle a registrare in uno studio di incisione di Milano (il "QRecording", sotto la guida dello stesso Zeppieri e con il suppoorto tecnico di Alberto Roveroni) la Garbī non sa dire di no. Pochi mesi dopo viene pubblicato un intero album in italiano, dal titolo Buona Vita. Nel disco accettano di duettare con la Garbī importanti artisti noti anche in Grecia, come Ornella Vanoni, Toto Cutugno e Carlo Marrale. L'album verrà stampato e distribuito in Italia dalla Egea Records e in Grecia dalla casa discografica di Katy.

## Discografia

### Album studio
- 1989 - Prova
- 1990 - Gyalia Karfia
- 1991 - Entalma Silepseos
- 1992 - Tou Feggariou Anapnoes
- 1993 - Os Ton Paradeiso
- 1994 - Atofio Hrysafi
- 1996 - Arhizo Polemo
- 1997 - Evaisthiseis
- 1998 - Hristouyenna Me Tin Keti
- 1999 - Doro Theou
- 2000 - To Kati
- 2000 - Ti Theloune Ta Matia Sou
- 2001 - Apla Ta Pragmata
- 2003 - Emmones Idees
- 2005 - Eho Sta Matia Ourano
- 2006 - Pos Allazei O Kairos
- 2008 - Kainourgia Ego
- 2009 - Pazl
- 2013 - Buona Vita
- 2013 - Perierges Meres

### Singoli
- 1993 - Ellada, chōra tou fōtos
- 2000 - Ti Theloune Ta Matia Sou

### Raccolte
- 2000 - To Kati
- 2013 - Apo Kardias